# Зирянівські рудники
Зирянівські рудники – комплекс виробничих майданчиків на сході Казахстану, який забезпечував розробку Зиряновського поліметалічного родовища.
Зиряновське родовище відкрили ще в 1791-му і вже наступного року тут заклали шахту «Алексєєвская» (пройдена до глибини у 41 метр). В подальшому до неї додались шахти «Васіл’євская» (1796), «Восточная» (1815), «Воскресєнская» (1818), «Ново-Восточная», «Покровская», «Комісская» «Срєтенская» (середина 19 століття), «Сєверная». Найбільше зацікавлення при цьому викликало отримання срібла – наприкінці 1830-х – на початку 1940-х тут добувалось до 15 тон цього металу на рік. В 1850-х – 1880-х роках рудник видавав біля 20 тисяч тон руди, а найбільший річний видобуток припав на 1964-й та склав майже 50 тисяч тон. Всього до 1904-го в Зиряновську отримали 1,36 млн тон руди. Продукція відвантажувалась по річці Іртиш на плавильні заводи, де з неї окрім срібла також вилучали певну кількість золота та трохи свинцю.
Біля століття на руднику займались вилученням розташованих ближче до поверхні багатих окиснених руд, але подальше продовження розробок було можливим лише за рахунок глибоких горизонтів із сульфідними рудами. На початку 1890-х приватні концесіонери, яким передали проблемний рудник, спорудили експериментальну Зиряновську збагачувальну фабрику, проте обрана для неї технологія виявилась невдалою. В 1902 році концесіонери завершили будівництво Тургусунської ГЕС (це вже була друга гідроелектростанція, споруджена для рудника – ще в 1837 році тут запустили першу в Росії Березівську ГЕС), проте вона встигла пропрацювати лише кілька годин, після чого викликаний дощами гірська повінь знесла греблю. Ці невдачі відлякнули інвесторів, а невдовзі по поверненні Зиряновського родовища під контроль держави – в 1904 році – з метою економії припинили водовідлив, що призвело до затоплення шахт. В середині 1910-х інші концесіонери провели відкачування води, проте початок Громадянської війни повернув рудник у попередній стан.
У другій половині 1920-х в Зиряновску діяли чергові концесіонери, що звели розраховану на нову технологію збагачувальну фабрику. Коли до її запуску залишалось небагато часу, радянський уряд в 1930 році розірвав концесію. Первісно узялись за переробку відвалів, а з 1932 року після осушення виробіток рудник знову почав давати продукцію. За 1933 – 1937 рік тут видобули 280 тисяч тон руди, лише за 1940-й – 128 тисяч тон, а в 1941-му – вже 149 тисяч тон із випуском на збагачувальній фабриці цинкового, свинцевого а мідного концентратів. 
Старі шахти «Сєверная» та «Комісская» експлуатувались до 1953 року, при цьому вони досягнули глибини у 306 та 262 метра відповідно (є відомості, що тривалий період також використовували шахти «Покровская» та «Срєтєнская»). Втім, з метою продовження діяльності та суттєвого збільшення обсягів видобутої руди почали масштабне спорудження нових видобувних об’єктів – в 1947-му заклали шахту «Маслянська», яка вже наступного року була виділена в окремий Маслянський рудник (у 1962-му перейменований на «Рудник імені XXII з’їзду КПРС»), в 1948-му почалась проходка шахти «Капітальна», за якою далі послідували закладки шахт «Заводська» (1951, є відомості , що вона щонайменше якийсь час також була окремим Заводським рудником), «Західна-Допоміжна» (1953), «Східна-Допоміжна» (1954), «Південна» (1955). Як наслідок, в 1959-му році видобуток із Зирянівського родовиша досягнув 1,8 млн тон. 
В 1955 році узялись спорудження кар’єра, який призначався для відпрацювання верхньої частини родовища (при цьому у вилучений об’єм потрапили стародавні штольні, з яких почалась історія рудника). Майже 10 років провадились розкривні роботи, а з 1964-го по 1980-й вели вибірку руди з кар’єра. Піковий видобуток з нього досягав 1,9 млн тон на рік, всього ж вилучили 21 млн тон руди та провели розкривні роботи обсягом 90 млн тон. 
В 1993-му обидва рудники родовища знову об’єднали у єдиний Зирянівський. На тлі вичерпання запасів останній був закритий у 2000 році. 
За час розробки глибина підземних виробіток досягнула 760 метрів. Підсумкова глибина кар’єра склала біля 300 метрів, при цьому по завершенні робіт та відключенню водовідливу він виявився затопленим підземними водами всього за 8 років та перетворився на водойму з об’ємом біля 60 млн м3.